# 王泰際
王泰際（1599年—1675年），字內三，號硯存，直隸蘇州府嘉定縣人，明朝、南明政治人物。

## 生平
王泰際是崇禎三年（1630年）庚午科應天鄉試舉人，十六年（1643年）癸未科進士。弘光年間任戶部湖廣司主事。
南京失陷，王泰際留書黃淳耀，提及欲隱居之事，黃淳耀回信教導隱居要求，他終身恪守。其家有房三間，題名「壽研」，自稱「研存老人」。清朝官員撫相繼請他出仕，皆推辭不應。康熙十四年（1675年）去世，享年七十七歲。嘉定縣知縣陸隴其為他作祭文、建墳墓，喻之為龐德公、陶靖節，學者私諡貞憲先生。

## 家族
曾祖王鐏。祖父王汴。父王绳爵。
子王霖汝、王楫汝。

## 引用
1. ↑  光緒《嘉定縣志·卷十四·選舉志上》：（崇禎）三年庚午科（舉人）……王泰際
2. ↑  錢海岳《南明史·卷三十一·列傳第七》：（弘光）時戶部司官先後可紀者，為葛遇朝、張弘弼、吳國斗、雍鳴鸞、趙明遠、許承欽、任弘震、區志遠、秦堈、夏時泰、曹璣、陸禹思、張大章、何應璜、方岳朝、周憲申、蔡元宸、陳宗大、趙翼心、盛黃、周伯瑞、張永禧、劉世斗、侯鼎鉉、傅如湯、張鼎隅、趙悅心、王泰際、章甫、徐懋賢、倪元善。……泰際，字內三，嘉定人。崇禎十六年進士。湖廣司主事。屢卻清聘，殮用深衣幅巾。
3. 1 2  光緒《嘉定縣志·卷二十·人物志五》：王泰際，字內三。……明崇禎癸未進士，乙酉五月南都陷，遺書黃淳耀作偕隱計。淳耀答書謂：「去城而鄉，雖埋名不能，而全身可得。冠婚喪祭，以深衣幅巾行禮，終身稱前進士。一事不與州縣相關，絕跡忍餓可也。」泰際卒守夙約遯迹，故廬築室三楹，顏曰「壽研」，自號研存老人，撫按相繼勸駕，辭弗應，康熙乙卯卒，年七十七。知縣陸清獻為文祭墓，比之龐德公、陶靖節，學者稱貞憲先生。子霖汝、楫汝。
4. ↑  《崇禎十六年癸未科進士三代履歷》：王泰际，砚存，易四房，己酉年七月二十七日生。加定人，庚午八十名，會試一百九十二名，三甲二百八十四名。礼部觀政。